# 喜餅

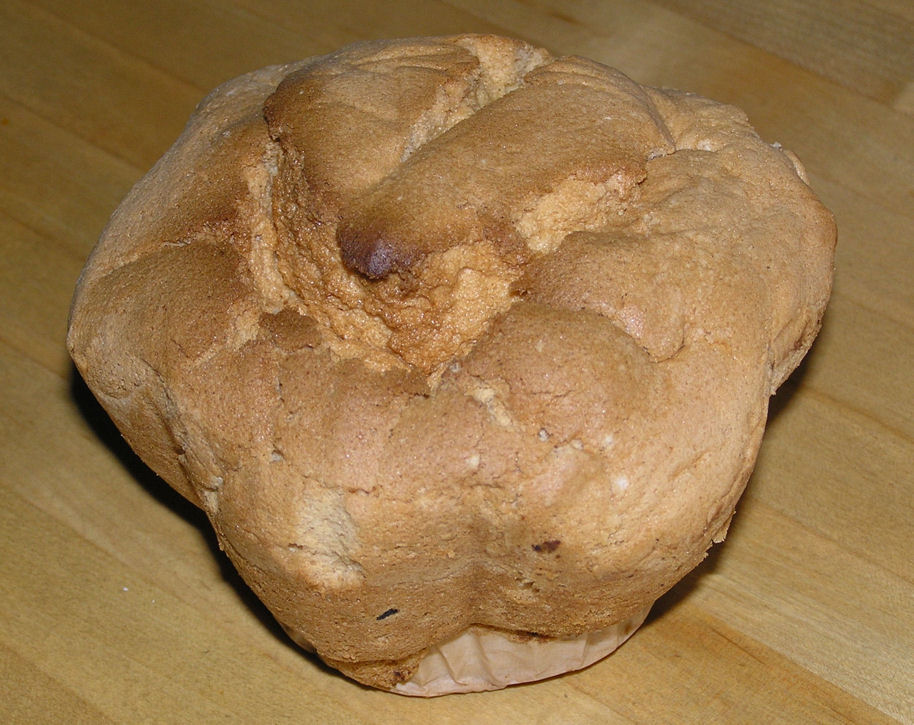
港式喜饼龍鳳禮餅

喜饼，又称嫁女饼、囍餅，是漢字文化圈傳統婚禮中男家在納徵（過大禮）時送給女家作聘禮的餅。讓女方可以分送給親友以分享喜訊，同時也象徵新人的品味與身份。
根据不同地区的不同婚俗，有的會在納徵儀式結束後派發，有些的会于婚宴开席前派发，有的会于婚宴结束后派发，也有的是婚宴中派发。有说法認為新娘不得吃掉喜饼，不仅象徵会把发送给自己的喜气吃掉，自己也会变得贪吃，婚姻也不会圆满。也有一说新娘不可吃掉喜饼之原因是若吃掉后新娘会变得厚脸皮，及不谦卑。

## 類型
由于各地的食俗各不相同，各地当作喜饼的食品也不一样。中國南方傳統喜餅為特定類型的唐餅，以面食为主的西北地区用花馍作喜饼用，而南方不少地区不但有作为喜饼的喜粿， 也有作为喜饼用的麻饼(一种直径约20厘米，带有芝麻、红丝绿丝、白糖等馅的圆饼，饼面印有双喜图案，还撒满了白芝麻)。臺灣的喜餅一般主要分為「大餅」、「盒仔餅」以及「對餅」三種。「大餅」為一大塊論斤計重的圓形禮餅，通常為盒仔餅外加贈至親好友的；盒仔餅又稱合婚餅，傳統上為一盒六個漢餅，用來通知親友女兒訂婚喜訊，並於婚宴中當成感謝親友盛情的回禮；而對餅則通常為兩個禮餅一組，有「永結同心」之寓意。
朝鮮傳統喜餅為特定類型的韓菓，日本傳統喜餅為特定類型的和菓子，越南傳統喜餅為夫妻餅，琉球傳統喜餅為特定類型的琉球菓子。
近半世紀以降，香港、澳門、廣東等地還有特製的龍鳳禮餅，為成對的龍鳳造型餅，通常作為供神用。
中國傳統婚禮以《儀禮》六禮為根基，一切婚儀既多且雜。朱子《家禮‧昬禮》雖已改易納采、問名、納吉、納徵、請期及親迎「六禮」 為納采、納幣及親迎三禮，但檢視承繼朱子《家禮》的閩南婚俗，其禮法仍顯繁縟，也型塑閩南婚俗文化大量瑣細儀次的特色。舉凡議婚、訂婚、 合婚或婚後行儀，莫不充分展現當地經濟行為的特點，及為求和諧美滿的吉祥諧音寓意。
婚禮，將合兩姓之好，是「六禮」之要，也是人倫之始。婚禮是台灣最重要的習俗之一，被視為是祖宗血脈的延續，故男女婚嫁除被列為個人終身大事外，也是維繫一個氏族的香火承續，維繫一個家族的繁榮興盛與發展。因而在訂購喜餅上也非常講究，尤其在聘禮當中禮餅的數量，往往被當作是代表貧富及身分地位的評斷標準。但在決定結婚後，除了訂下婚期、 找尋結婚場地等婚禮籌備外，最重要的是訂婚聘禮可不能馬虎!
古代六禮是男女雙方結親的儀式，現今社會因應各地婚嫁習俗的不同，所以婚禮流程的進行也會隨著時代的演變將許多項目合併一起辦理。現今訂婚就是古代的「訂盟」，往昔訂婚分為納吉(小定)及納徵(大定)，分兩次贈送聘金、聘禮，現今都合併一次舉行，聘金和聘禮一次送足。
中國古代迎娶的婚禮儀式，從漢代的六禮演變到至今台灣四禮，即「議 婚」、「送定」、「完聘」及「親迎」，其中最受人們重視的就是「喜餅」。訂婚時喜餅是我國婚嫁禮俗中的傳統禮品，老廣州人則稱喜餅為「嫁女餅」。女方在婚禮前分贈親朋好友喜餅，在習俗中一方面 分享喜氣，另一方面告訴大家新人結婚的消息，送「餅」就是向親朋好友 宣佈女兒將出嫁的喜訊。其實源自於古禮中男女訂親時，男方為了向女方家長表達衷心誠意與感謝養育之恩，便有了準備聘金、聘禮等禮品的習俗， 女方也會準備回禮給男方表示謝意，幾乎是禮俗中約定成俗的規矩。喜餅 禮盒象徵社交與傳統的雙重意義，也深受到華人相當的重視。

## 傳說
和分喜蛋一样，喜饼的婚俗礼仪傳說也是来源于诸葛亮识破周瑜和孙权以许配妹妹给刘备为由骗其至东吴、逼其归还荆州之计谋后，所采取的对策：民间传说刘备和其手下除了分喜蛋外，还广泛分发喜饼给东吴百姓和孙权的部属，从此以后便有了嫁女送喜饼之俗。此乃民间借名人传说为新人祈福之又一例。